# 貝の口 (和服)
貝の口（かいのくち）は帯の結びかたの一種。男女ともに用いるが、主に男物でよく行われる。
体に帯を巻きつけた後、片方の端を折り返して反対側の端とこま結びにする。折り目が二つ重なって二枚貝の口を見るようであることから「貝の口」と名づけられた。垂れとは逆の端も幅が半分になるように折って結んだものを神田結びとも呼ぶ。
角帯の最も一般的な結び方の一つであり、結び上がりが平面的なため羽織下に結ぶのに適している。女性の半幅帯や単帯でも良く行われ、文庫結びの代わりに浴衣に結ぶことも多い。背もたれに寄りかかっても型崩れをしないため、長時間乗り物に乗る場合などに重宝する。

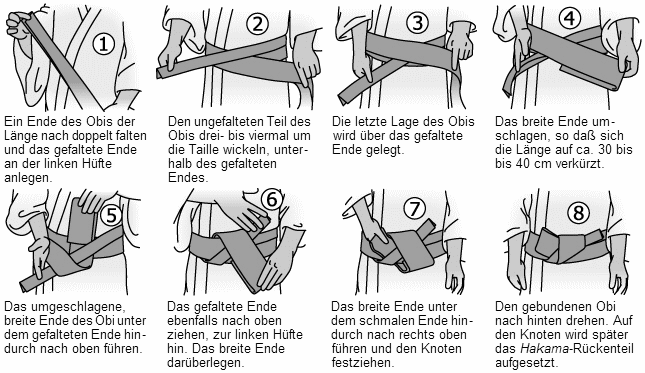
貝の口の結び方